# Ostrya
Ostrya é um género botânico pertencente à família Betulaceae.

## Espécies
- Ostrya carpinifolia
- Ostrya chisosensis
- Ostrya guatemalensis
- Ostrya japonica
- Ostrya knowltonii
- Ostrya multinervis
- Ostrya rehderiana
- Ostrya virginiana
- Ostrya yunnanensis
- Ostrya oregoniana (fóssil)

1. ↑  «Ostrya — World Flora Online». www.worldfloraonline.org. Consultado em 19 de agosto de 2020